# Eulecanium sansho
Eulecanium sansho är en insektsart som först beskrevs av Shinji 1935.  Eulecanium sansho ingår i släktet Eulecanium och familjen skålsköldlöss. Inga underarter finns listade i Catalogue of Life.